# Tenuopus shcherbakovi
Tenuopus shcherbakovi är en tvåvingeart som beskrevs av Grichanov 1996. Tenuopus shcherbakovi ingår i släktet Tenuopus och familjen styltflugor. Inga underarter finns listade i Catalogue of Life.